# Jordon Mutch
Pour les articles homonymes, voir Mutch.
Jordon Mutch, né le 2 décembre 1991 à Alvaston dans la banlieue de Derby, est un footballeur anglais qui évolue au poste de milieu relayeur au Macarthur FC.
Mutch rejoint Birmingham City en 2007 après avoir été formé à Derby County. Il fait ses débuts en match officiel à l'occasion d'un match de Coupe de la Ligue en août 2008 et, en championnat, l'année suivante alors qu'il est prêté à Hereford United. Il est également prêté à deux formations de Championship (deuxième division), Doncaster Rovers et Watford et, lors de la saison 2011-2012, devient un membre important de l'équipe première. Lors de l'été 2012, il quitte ce club pour Cardiff Club, un autre club de Championship.
Parallèlement, Mutch participe aussi à plusieurs rencontres internationales, représentant l'Angleterre à diverses catégories d'âge.

## Carrière en club

### En amateur
Né à Alvaston (Derbyshire), Mutch commence sa carrière de footballeur dans les équipes juniors du Derby County FC, où il passe cinq ans sous la direction de Terry Westley (en). Durant l'été 2007, il décide de quitter Derby et de rejoindre Westley, devenu directeur de l’académie de Birmingham City, malgré le désir de plusieurs clubs de Premier League (dont Liverpool et Aston Villa) de le recruter. Du fait qu'il n'est alors pas professionnel, aucune indemnité de transfert n'est versée à Derby County, mais les deux clubs s'entendent sur le versement de prestations compensatoires.
Alors qu'il est encore en formation, il est sélectionné parmi les 16 joueurs de Birmingham City appelés à affronter les Blackburn Rovers au troisième tour de la coupe de la Ligue anglaise à Ewood Park en septembre 2007 – il a alors 15 ans et 298 jours. La Premier League confirme alors que, selon ses règles, aligner un joueur si jeune est autorisé mais, quelques heures avant le début du match, alertée par la Fédération anglaise de football des règles relatives à la protection de l'enfance qui empêche un joueur de moins de 16 ans de prendre part à une rencontre professionnelle, elle revient sur son avis, interdisant la sélection de Mutch. Du coup, à la dernière minute, Mutch est remplacé sur la feuille de match par David Howland, un joueur de l'équipe réserve, appelé pour le remplacer et portant un maillot sans numéro,.

### Birmingham City
Mutch est remplaçant sur le banc de Birmingham City en janvier 2008 lors d'un match de FA Cup à Huddersfield Town, à l'âge de 16 ans et 34 jours. S'il était entré en jeu, il aurait battu le record de précocité de Trevor Francis (plus jeune joueur de Birmingham City à avoir joué un match officiel). Mais, l'équipe étant accrochée, l'entraîneur Alex McLeish ne peut lui permettre de faire ses débuts à ce moment.
Lors de la saison 2007-2008, il joue essentiellement dans l'équipe des moins de 18 ans (14 matchs) et est élu meilleur joueur de l'académie. Il prend aussi part à la victoire 5-0 sur Burton Albion lors de la Birmingham Senior Cup (5-0), match auquel participent plusieurs joueurs de l'équipe première.

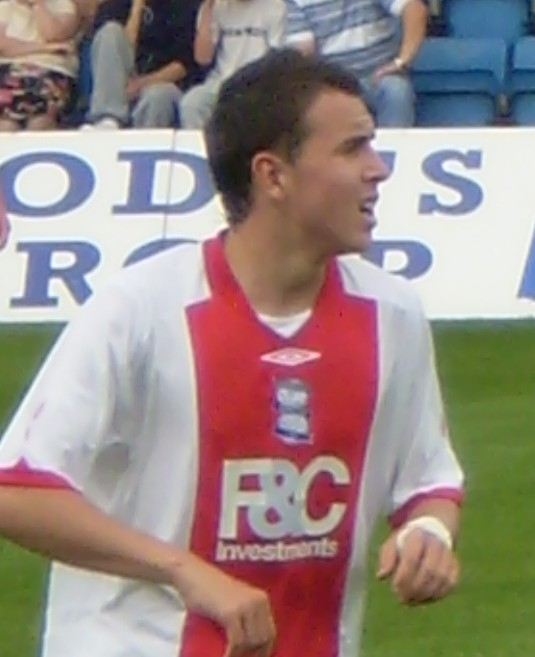
Mutch lors d'un match de pré-saison en 2008.

Durant la pré-saison 2008-2009, Mutch est intégré à l'équipe première et, en compagnie de ses jeunes coéquipiers Jared Wilson (en) et Sone Aluko, il participe à la tournée de son équipe en Autriche, où ses performances sont observées favorablement par d'autres joueurs de l'équipe. Lors des matchs de préparation de l'équipe, il figure dans le onze de départ, mais McLeish hésite à le lancer en équipe première, qui évolue en Championship, avant qu'il soit prêt,.
Mutch fait finalement ses grands débuts en équipe première en remplacement de Gary McSheffrey à la mi-temps lors d'une défaite à l'issue d'un match du deuxième tour de coupe de la Ligue à Southampton le 26 août 2008, devenant ainsi le deuxième plus jeune joueur du club après Trevor Francis.
En octobre 2008, il est contraint d'observer une période de repos complet du fait d'une croissance rapide qui avait provoqué trop de pression sur ses jambes. Du repos et l'intervention de la chirurgie permettent de résoudre le problème qui avait été à l'origine de fractures aux deux pieds. De retour à la compétition, Mutch accepte l'offre d'un premier contrat professionnel en avril 2009.

#### Prêts à Hereford, Doncaster et Watford
Il rejoint Hereford United, club de League Two (4e division) le 26 novembre 2009 dans le cadre d'un prêt assorti d'une condition, donnant au joueur la possibilité de prendre part aux matchs des équipes réserve et junior de Birmingham lorsque Hereford ne joue pas. Ce contrat court jusqu'au 2 janvier 2010. Mutch est aussitôt propulsé dans le onze de départ de sa nouvelle équipe et prend part, pour son premier match, deux jours après son arrivée, à la rencontre opposant Hereford à Colchester United en Coupe d'Angleterre. Il joue l'intégralité du match qui se termine par une victoire dans les arrêts de jeu de Hereford. Mutch débute en championnat le 1er décembre avec une victoire 3-1 sur le terrain de Northampton Town au cours de laquelle il obtient une occasion de but sur coup franc.
Après son retour à Birmingham, il est de nouveau prêté, signant un contrat d'un mois avec Doncaster Rovers, club de Championship (deuxième division). Il fait ses débuts le lendemain en entrant en jeu en seconde période lors d'une défaite à domicile (1-4) contre Middlesbrough ; il parvient toutefois à inscrire un but d'un « magnifique tir de 23 mètres » pour se consoler de la défaite. Alors que le prêt touche à sa fin, celui-ci est finalement prolongé jusqu'à la dernière journée de championnat.
La saison est terminée, la nouvelle va débuter et Mutch reçoit un numéro de maillot à Birmingham. Mais, le lendemain, il est à nouveau prêté à un autre club, Watford, qui évolue aussi en Championship. Le prêt court au départ sur un mois seulement mais il est par la suite prolongé jusqu'en janvier 2011. Bien que l'entraîneur de Watford Malky Mackay souhaite le conserver, Mutch est rappelé par Birmingham au mois de janvier, après avoir inscrit 5 buts en 23 matchs de championnat.

#### Retour à Birmingham
Jordon Mutch joue son premier match dans « une formation expérimentale » de Birmingham pour le troisième tour de coupe d'Angleterre à Millwall. Il participe à toute la rencontre et Birmingham s'impose 4-1. Il débute en Premier League le 22 janvier 2011 en entrant en jeu à la place de Craig Gardner, avant de participer à la demi-finale retour de coupe de la Ligue et de jouer l'intégralité d'un match lourdement perdu par les siens contre Manchester United (0-5). Il fait ses débuts en équipe d'Angleterre des moins de 20 ans le mois suivant lors d'une défaite (1-2) en match amical contre la France. Quelques jours plus tard, il prolonge son contrat de trois ans, alors que celui-ci devait expirer à la fin de la saison. Son deuxième match de Premier League, à Everton en mars, est mémorable : Gardner, Barry Ferguson et Keith Fahey tous blessés, Mutch commence le match en position de milieu central. Après 17 minutes, Jean Beausejour ouvre le score de la tête en reprenant un tir lobé de Mutch. Quand l'arbitre Peter Walton tente d'avertir le jeune joueur pour une faute sur Louis Saha, il ne trouve pas de carton jaune sur lui et doit se contenter de brandir un carton imaginaire. Vers la fin du match, Mutch se met en opposition d'un tir de Saha, empêchant Everton de l'emporter,.
Les départs de Gardner, Ferguson, Lee Bowyer et Sebastian Larsson au début de la saison 2011-2012 laissent plusieurs places disponibles au milieu de terrain. Mutcth joue les quatre matchs préparatoires, jouant aux côtés de Fahey, de Morgaro Gomis ou de Míchel. Le nouvel entraîneur Chris Hughton le loue pour ses performances et indique qu'il utilise ces matchs de préparation pour trouver le poste qui siéra le mieux au jeune Anglais : « Avec Jordon, je crois que ça montre clairement le genre de joueur qu'il est. Avec ses qualités de passeur, il peut jouer dans la profondeur mais je crois qu'il aime créer des ouvertures. » Il commence le premier match de championnat de la saison, contre Derby County, et tire le corner que reprend Curtis Davies pour ouvrir le score, bien que Birmingham perde en fin de compte (1-2). Il joue encore une fois avant de subir une fracture de la cheville à l'entraînement, blessure qui l'éloigne des terrains pour quatre mois.
Bien qu'il retrouve la forme et sa place au milieu du terrain, il souffre de problèmes de régularité et est suspendu trois matchs après une expulsion contre Coventry City en mars 2012. Le 3 avril, il inscrit un but que Hughton décrit comme « un moment charnière » de ce match de championnat contre Burnley. Il marque une minute seulement après l'égalisation de Burnley alors que l'adversaire semblait être en passe de prendre l'ascendant sur le match. Son deuxième but intervient quelques jours plus tard, un tir du pied gauche de 23 mètres qui permet d'ouvrir la marque avant un score final de 3-3 contre les rivaux de West Ham United.

### Cardiff City
Le 22 juillet 2012, le club de Cardiff City, jouant en Championship, annonce avoir obtenu la signature de Mutch pour une durée de trois ans. À l'annonce de la signature, l'entraîneur Malky Mackay déclare : « Je suis ravi que nous soyons parvenus à faire venir Jordon ici à Cardiff City. C'est un joueur de talent que je connais bien, à la fois pour avoir travaillé avec lui à Watford et pour les progrès qu'il a réalisés à Birmingham City. »
Il joue son premier match officiel sous ses nouvelles couleurs le 14 août 2012 à l'occasion d'une rencontre de Coupe de la Ligue opposant Cardiff City à Northampton Town, club de quatrième division. Néanmoins, quelques semaines plus tard, une blessure au pied l'éloigne de la compétition pendant deux mois.

### Queens Park Rangers
Le 5 août 2014, il s'engage pour quatre saisons avec les Queens Park Rangers.

### Crystal Palace et divers prêts
Le 29 janvier 2015 il rejoint Crystal Palace contre une somme avoisinant les six millions d'euros. Néanmoins, il ne s'impose pas au sein de sa nouvelle équipe et malgré quelques apparitions, il n'obtient pas le statut de titulaire. Par conséquent, il est prêté à Reading le 31 janvier 2017. Il participe à neuf rencontres au cours de ce prêt et revient à l'été 2017 à Crystal Palace. Pour autant, il ne voit pas le terrain au cours de la saison 2017-2018 et il est alors prêté de nouveau, cette fois-ci en Major League Soccer lorsqu'il signe en faveur des Whitecaps de Vancouver le 2 mars 2018.

### Gyeongnam FC
Le 11 février 2019, Jordon Mutch rejoint le Gyeongnam FC, une équipe sud-coréenne de K League 1.

## Carrière internationale
Jordon Mutch fait ses débuts en équipe d'Angleterre des moins de 17 ans en juillet 2007, à l'âge de 15 ans et demi seulement, contre l'équipe d'Islande.
Appelé en équipe des moins de 19 ans, remplaçant à la dernière minute Dean Parrett, de Tottenham Hotspur, Mutch débute dans cette nouvelle sélection le 2 mars 2010, entrant en jeu à la mi-temps d'un match amical contre les Pays-Bas (score final 1-1),.
Mutch joue aussi un match en équipe d'Angleterre espoirs de football. Bien que ne faisant pas partie du groupe appelé à jouer deux matchs amicaux en mars 2011, il est appelé à la dernière minute pour la seconde rencontre après que plusieurs joueurs aient été laissés libres par leur club. C'est ainsi qu'il participe au match Angleterre-Islande (victoire des Islandais 1-2), entrant en jeu à la 83e minute.